# Hohatzenheim
Hohatzenheim korábbi község Franciaországban, Bas-Rhin megyében. Lakosainak száma 238 fő (2018. január 1.). Hohatzenheim Gingsheim, Gougenheim, Mittelhausen, Wingersheim és Wingersheim les Quatre Bans községekkel határos.
2016. január 1-jén három másik korábbi községgel egyesült és az így létrejött Wingersheim les Quatre Bans új község része lett.

## Népesség
A település népességének változása:
| Lakosok száma | 164  | 164  | 163  | 180  | 188  | 208  | 207  | 224  | 233  | 238  |
|               | 1962 | 1968 | 1975 | 1982 | 1990 | 2008 | 2013 | 2015 | 2017 | 2018 |